# 투광등

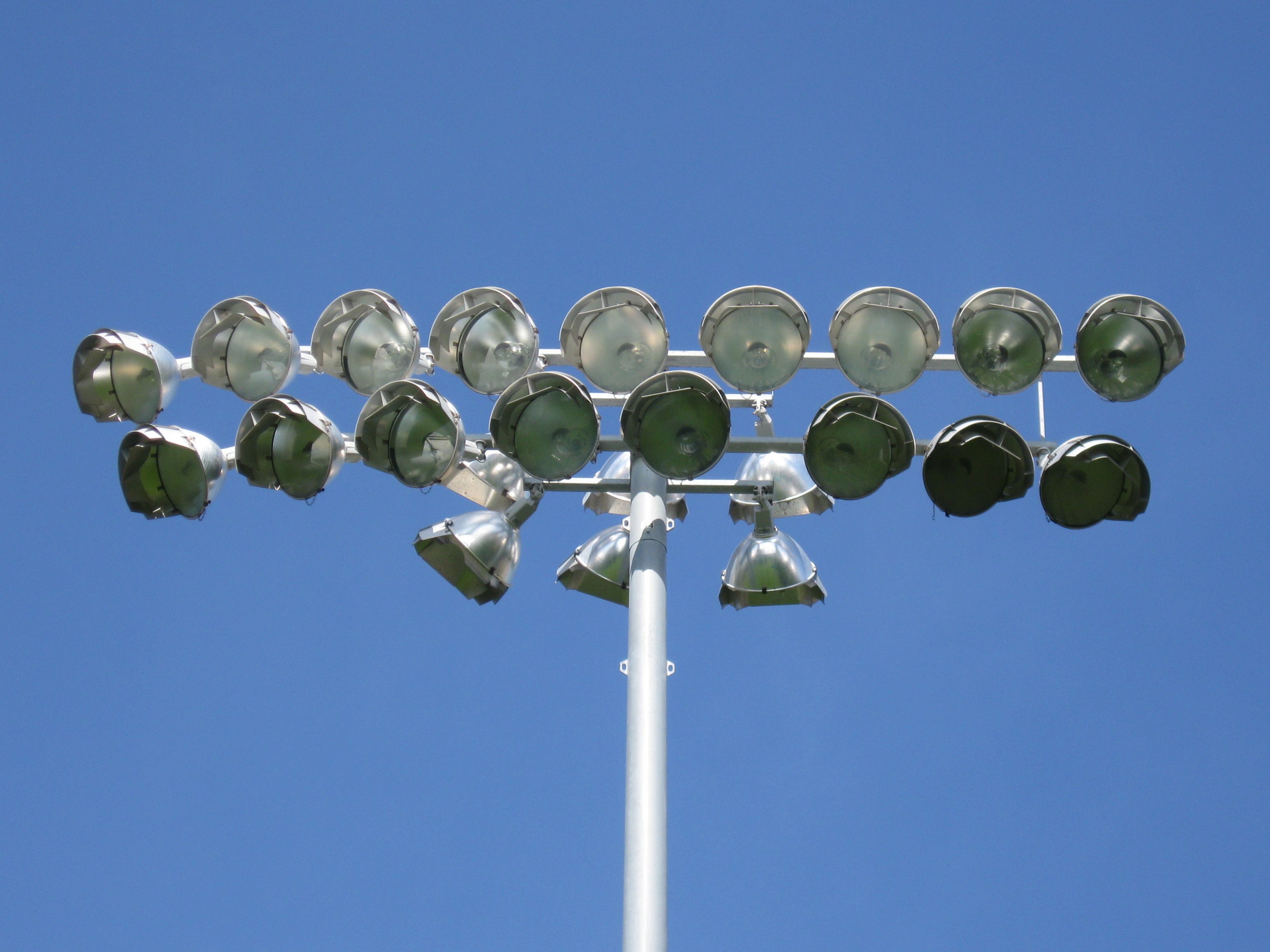

투광등은 넓은 반위를 비출 수 있는 조명기구이다. 무대조명기구에서 투광등을 많이 사용한다.

## 설명
투광등은 넓은 광선의 가스방전등의 방식을 따르는 인공 조명이다. 이 조명은 저조도 상태에서 야외 스포츠 경기가 열리는 동안 야외 운동장을 밝히기 위해 자주 사용된다. 좀 더 초점을 맞춘 종류는 콘서트나 연극과 같은 라이브 공연에서 무대조명기구로도 자주 사용된다. 많은 프로 스포츠의 최상층에서는 경기장에 투광등이 있어야 낮 시간 외에 경기가 열릴 수 있다. 저녁 경기나 밤 경기는 낮에 일이나 다른 약속이 있는 관중들에게 적합할 수 있고 수익성이 좋은 황금 시간대에 텔레비전의 방송을 가능하게 할 수 있다. 영구적인 투광등이 설치되지 않은 일부 운동장에서는 대신 휴대용 임시 조명등을 사용할 수 있다. 많은 대형 투광등에는 전구 교체 및 유지보수를 위한 갠트리가 있다. 이들은 보통 1~2명의 유지보수 작업자를 수용할 수 있다. 투광등 조명은 또한 건축 조명이라 불리는 밤에 건물의 조명 효과를 더하기 위해서 사용될 수도 있다.

## 같이 보기
- 조명기구
- 조명